# Uniwersytet w Timbuktu

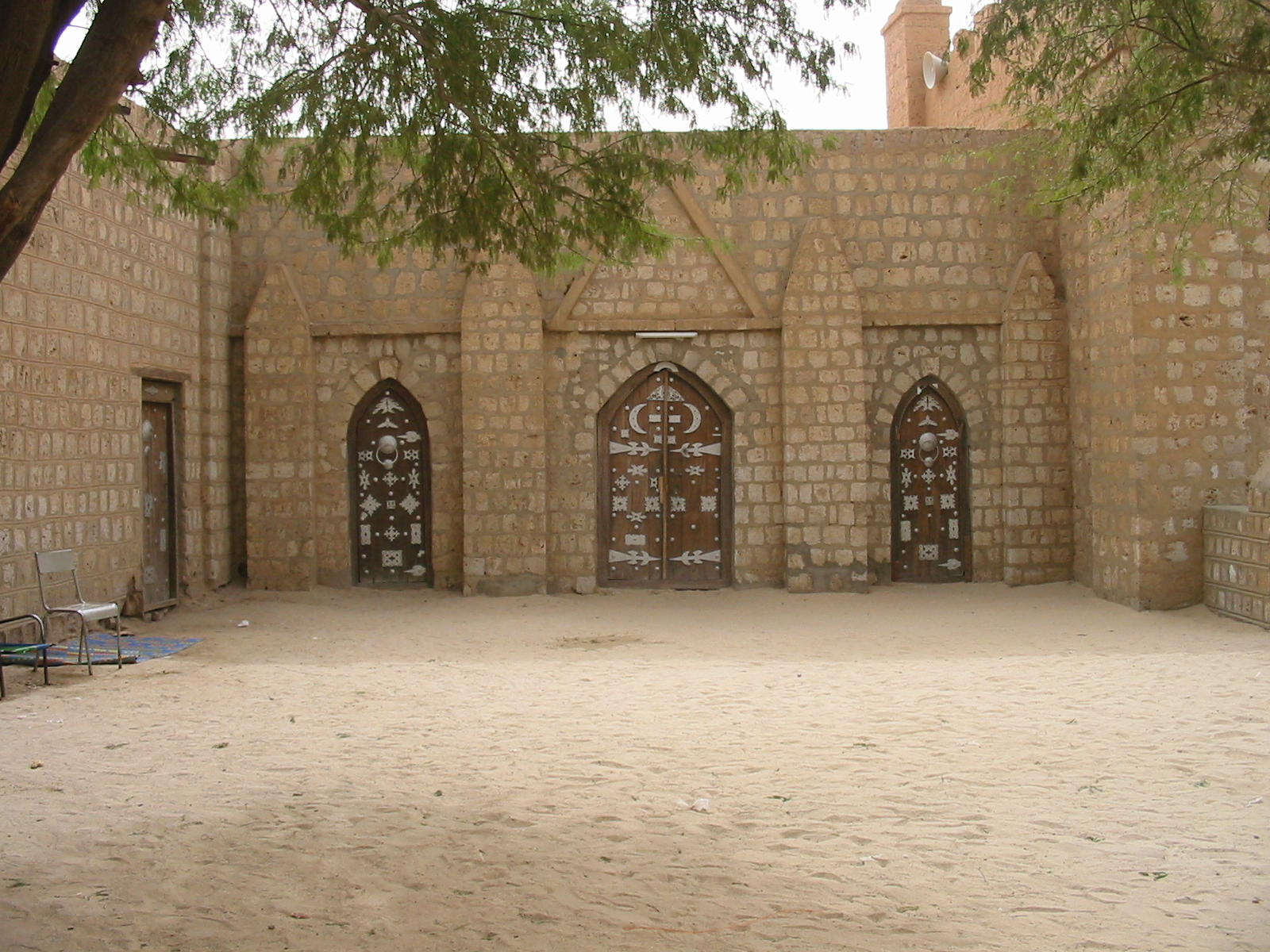
Wejście do medresy przy meczecie Sankore

Uniwersytet w Timbuktu – koraniczna placówka oświatowa w Timbuktu w Mali, sięgająca tradycjami czasów przedkolonialnych królestw w regionie. Składa się z trzech medres zlokalizowanych przy meczetach:
- Sankore (z XIV wieku, obecny budynek wzniesiono w końcu XVI wieku)
- Sidi Jahja (z XV wieku)
- Dżingereber (z XIII wieku – najstarszy meczet w Afryce Zachodniej).

W czasach świetności szkoła ta znana była w świecie muzułmańskim, podobnie jak Al-Azhar w Kairze, Al-Karawijjin w Fezie oraz medresy w Kairuanie i Kordowie.